# (32274) 2000 PU10
2000 PU10 (asteroide 32274) é um asteroide da cintura principal. Possui uma excentricidade de 0.05872590 e uma inclinação de 11.69196º.
Este asteroide foi descoberto no dia 1 de agosto de 2000 por LINEAR em Socorro.